# Еліс Кент Стоддард
Еліс Кент Стоддард (англ. Alice Kent Stoddard; 1883, Вотертаун, Коннектикут, США — 1976) — американська художниця.

## Життєпис

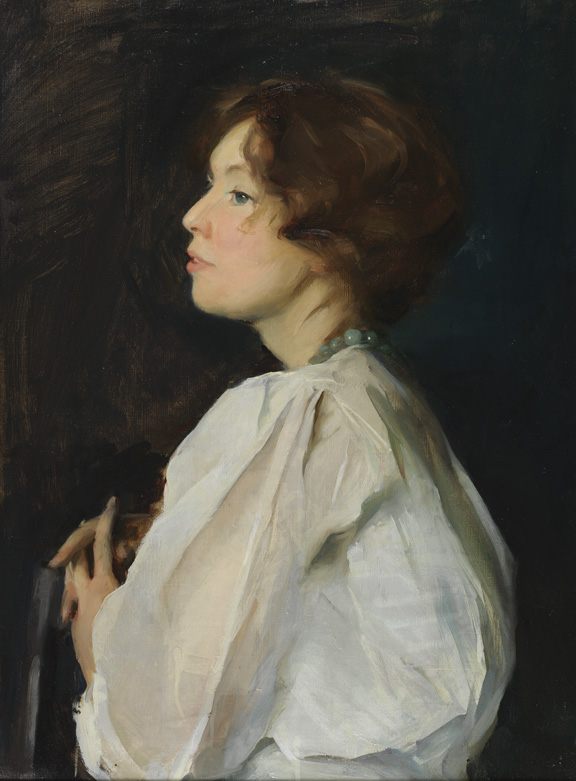
Жіночий портрет

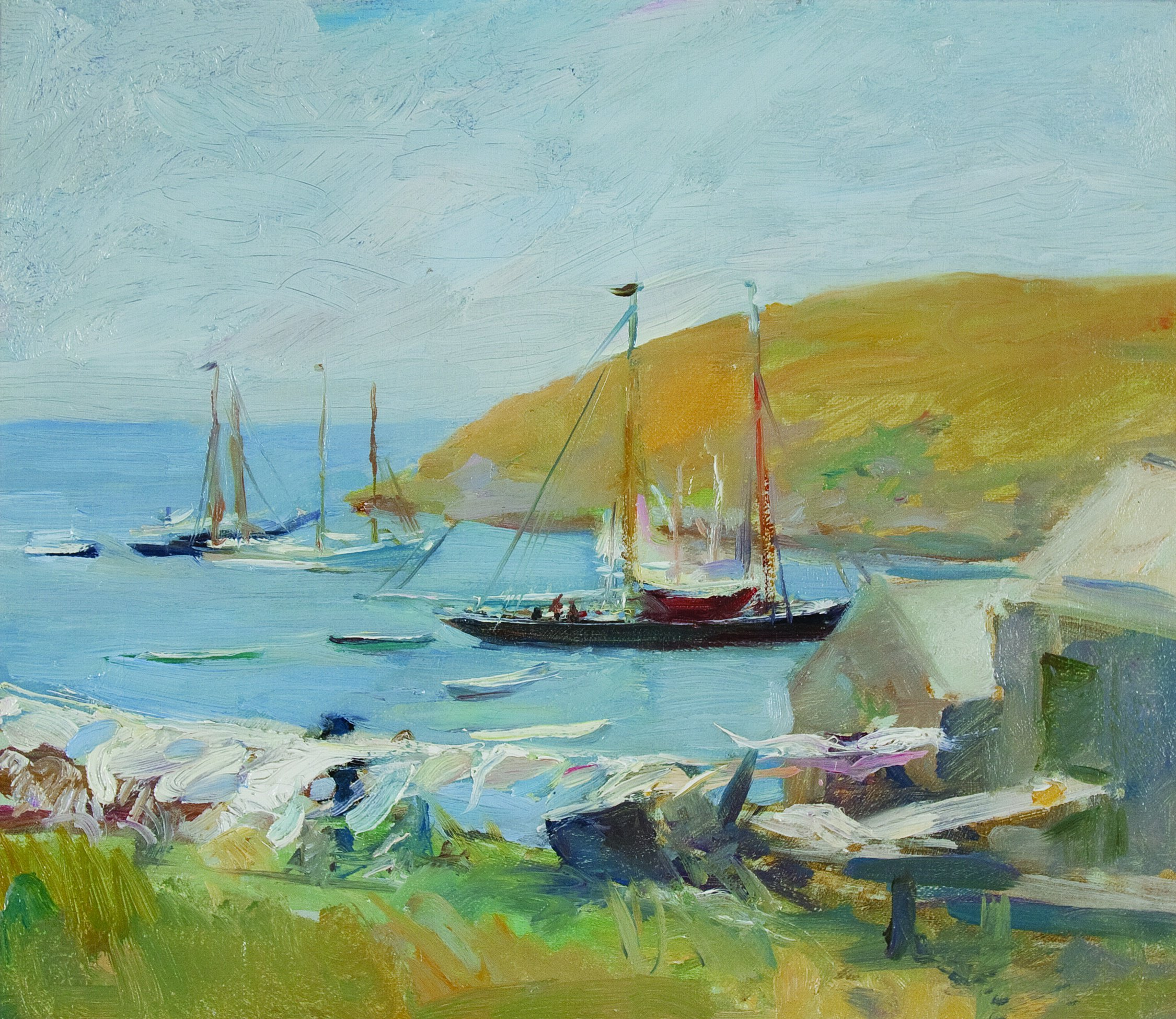
Краєвид острова Монхеган у штаті Мен.

Народилася 18 липня 1883 року.
Навчалася живопису у Філадельфійській художній школі для жінок. Брала уроки у Вільяма Чейза, Томаса Ікінса, Томаса Аншуца та Сесілії Бо у Пенсільванській академії витончених мистецтв у Пенсільванській академії красних мистецтв.
Жила та займалася творчістю в колонії художників на острові Монхеган у штаті Мен.
З 1914 по 1964 роки регулярно виставлялася на щорічній виставці витончених мистецтв в Академії образотворчих мистецтв Пенсільванії. Тут, у 1918 та 1919 роках, вона виставила дві зі своїх картин з острова Монхегана: «Дитина Монгегана» та «Мохеганський рибалка».
Член найстарішого художнього клубу в Сполучених Штатах Америки — Plastic Club. З 1938 року працювала в Національній академії дизайну. Під час Другої світової війни працювала військовою художницею, розробляла захисний дизайн літаків.
Померла 15 червня 1976 року.

## Творчість
У переліку «Хто є хто в американському мистецтві» Еліс Кент Стоддард названа однією з найвідоміших жінок-художниць початку XX століття.
Авторка низки портретів, пейзажів, мариніст. У розквіті творчих сил вона вважалася головною художницею-портретисткою Філадельфії. Отримала високу оцінку від Роквелла Кента.
Один із портретів Стоддард «Гобелен і мереживо», написаний у 1915 році, був представлений на виставці «Генії прекрасної музи» у Великій Центральній Галереї у Нью-Йорку у 1987 році.
Колекції її картин зберігаються в Художньому музеї Вудмер, музеї мистецтв Далласа, художньому музеї Фарнсворта в Рокленді (Мен), музеї Інституту Франкліна у Філадельфії, Пенсільванській академії витончених мистецтв, Пенсільванському університеті тощо.

## Особисте життя

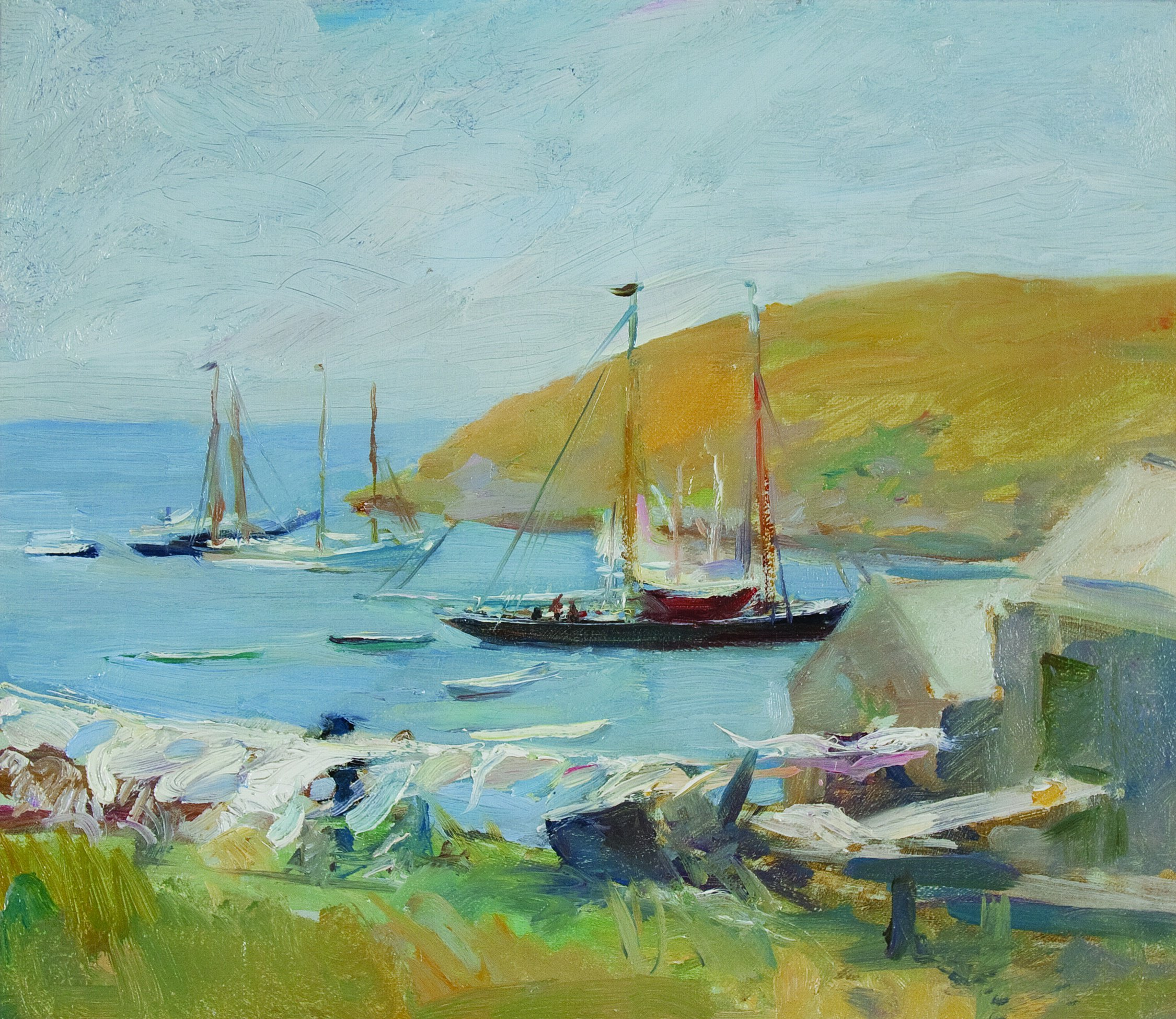
Гавань острова Монгіґан, вид на Манану, 1910, Музей Монгіґан, Мен

Еліс Кент Стоддард народилася у Вотертауні у 1883 році. Її двоюрідним братом був художник Роквелл Кент. Вона орендувала, а потім купила будинок свого двоюрідного брата, відомий як Rockwell Kent Cottage and Studio в Монгіґані.
Еліс Кент Стоддард товаришувала з колегою-художником Джозефом Турманом Пірсоном-молодшим, який викладав у Пенсільванській академії витончених мистецтв. Дружина Пірсона, Емілі, померла в 1947 році, і Стоддард вийшла за нього заміж у 1948 році. Вони жили в «Кутку Пірсона», вздовж Пенніпак Крік, у Хантінгдон Веллі, Пенсільванія. Pearson died in 1951.